# Palazzo Thiene
Palazzo Thiene è un palazzo di Vicenza del XV secolo in forme gotiche e rinascimentali, ristrutturato a partire dal 1542 dall'architetto Andrea Palladio, probabilmente sulla base di un progetto di Giulio Romano.
Il palazzo, assieme alle altre architetture palladiane di Vicenza, è inserito dal 1994 nell'elenco dei patrimoni dell'umanità dell'UNESCO. 
Già sede storica della Banca Popolare di Vicenza, è utilizzato per esposizioni e attività culturali da parte del comune di Vicenza che ha acquistato il palazzo nell'estate del 2021.

## Storia e descrizione
Il palazzo gotico fu costruito per Lodovico Thiene da Lorenzo da Bologna nel 1490, con un fronte orientale su contrà Porti in laterizio intelaiato da lesene angolari lavorate a punta di diamante, con un portale di Tommaso da Lugano e una bella trifora in marmo rosa.
Nell'ottobre del 1542 Marcantonio e Adriano Thiene diedero inizio alla ristrutturazione del palazzo di famiglia, di forme gotiche, secondo un progetto grandioso che avrebbe occupato un intero isolato di 54 x 62 metri, sino ad affacciarsi sulla principale arteria vicentina (l'attuale corso Palladio).

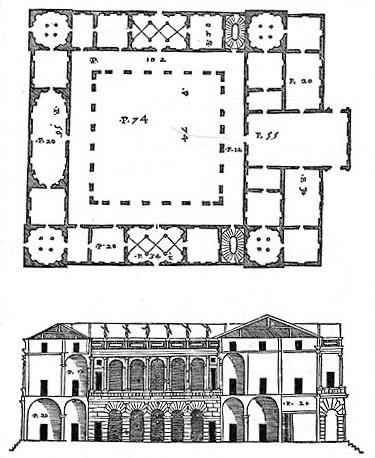
Pianta e sezione di Palladio, da I quattro libri dell'architettura, 1570

Ricchi e potenti, i sofisticati fratelli Thiene fanno parte della grande nobiltà italiana e si muovono con naturalezza nelle maggiori corti europee: hanno quindi bisogno di un palcoscenico adeguato a frequentazioni cosmopolite e alla nobiltà dei propri ospiti. Al tempo stesso, come referenti politici di una precisa fazione dell'aristocrazia cittadina, vogliono rimarcare il proprio ruolo in città con un palazzo principesco, segno di vera e propria potenza signorile.
Nel 1614 l'architetto inglese Inigo Jones, in visita al palazzo, annota un'informazione riferitagli direttamente da Vincenzo Scamozzi e Palma il Giovane: «questi progetti furono di Giulio Romano e eseguiti da Palladio». È molto probabile infatti che l'ideazione di palazzo Thiene sia da attribuirsi al maturo ed esperto Giulio Romano (dal 1523 a Mantova presso i Gonzaga, con cui i Thiene mantenevano strettissimi rapporti) e che il giovane Palladio sia piuttosto responsabile della progettazione esecutiva e della realizzazione dell'edificio, un ruolo essenziale, soprattutto dopo la morte di Giulio nel 1546.
Sono chiaramente riconoscibili gli elementi del palazzo riferibili a Giulio: l'atrio a quattro colonne è sostanzialmente identico a quello del palazzo Te (anche se il sistema delle volte è senza dubbio modificato da Palladio), così come le finestre e la parte inferiore del prospetto su strada e del cortile, mentre le trabeazioni e i capitelli del piano nobile vengono definiti da Palladio.
Il cantiere dell'edificio ha inizio nel 1542. Nel dicembre dello stesso anno Giulio Romano è a Vicenza per due settimane per una consulenza sulle Logge della Basilica, e probabilmente in questa occasione fornisce i disegni di massima per palazzo Thiene.
I lavori procedono a rilento: sul prospetto esterno è incisa la data 1556 e sul cortile la data 1558. Nel 1552 muore in Francia Adriano Thiene e di lì a poco, quando il figlio di Marcantonio, Ottavio, diviene marchese di Scandiano, gli interessi di famiglia si spostano nel Ferrarese. Del grandioso progetto viene quindi realizzata solo una minima porzione, ma probabilmente né i veneziani né gli altri nobili vicentini avrebbero accettato una simile reggia privata nel cuore della città.
Tra le curiosità, un bizzarro camino realizzato attorno al 1553 dallo scultore trentino Alessandro Vittoria, che si inserisce nel filone dei camini manieristi, fantastici e raffinati diffusi soprattutto nel nord Europa, riproduce un adattamento della bocca dell'Ade; è collocato al piano terra, nella Sala di Proserpina.

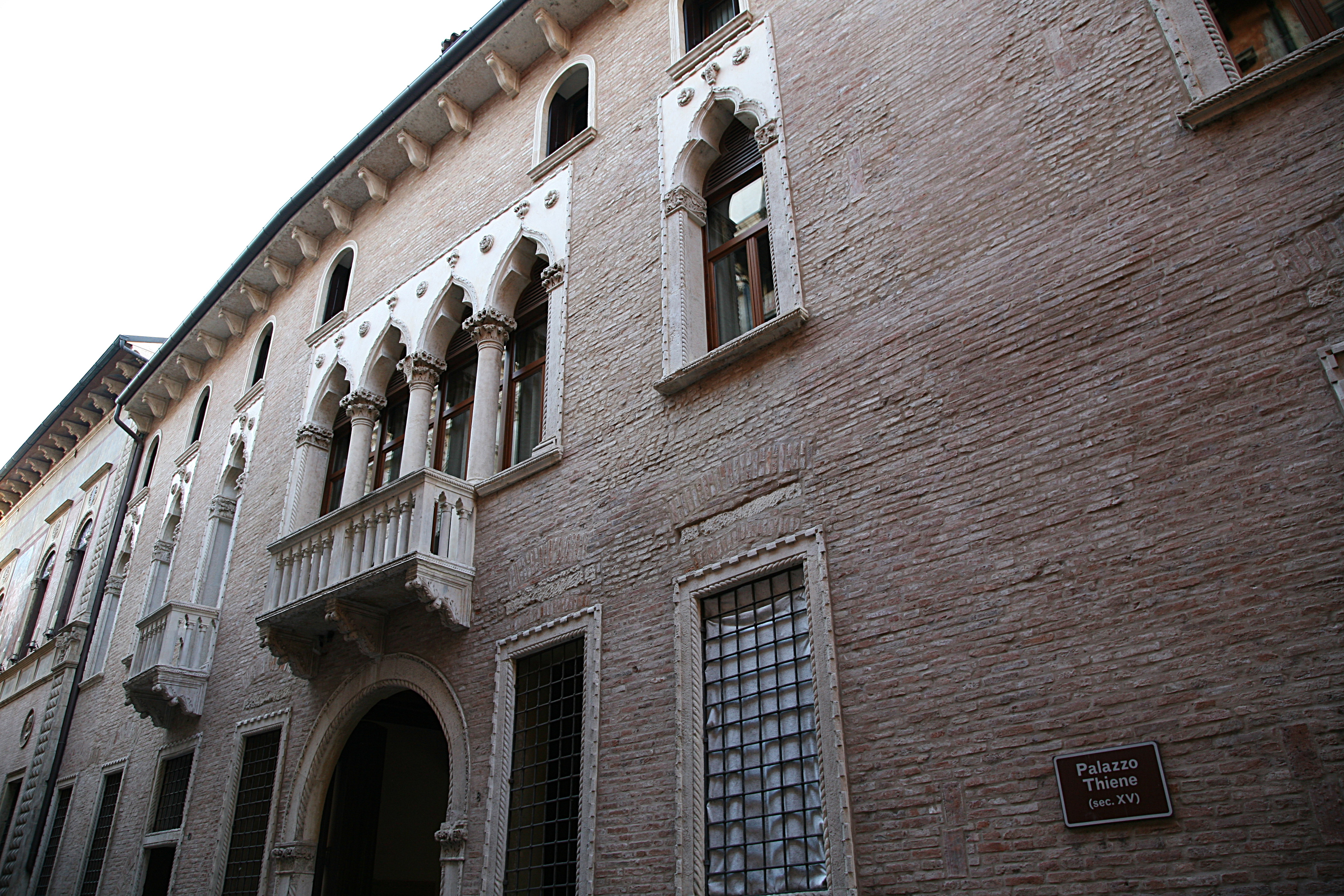
La facciata gotica del palazzo, su contra' Porti
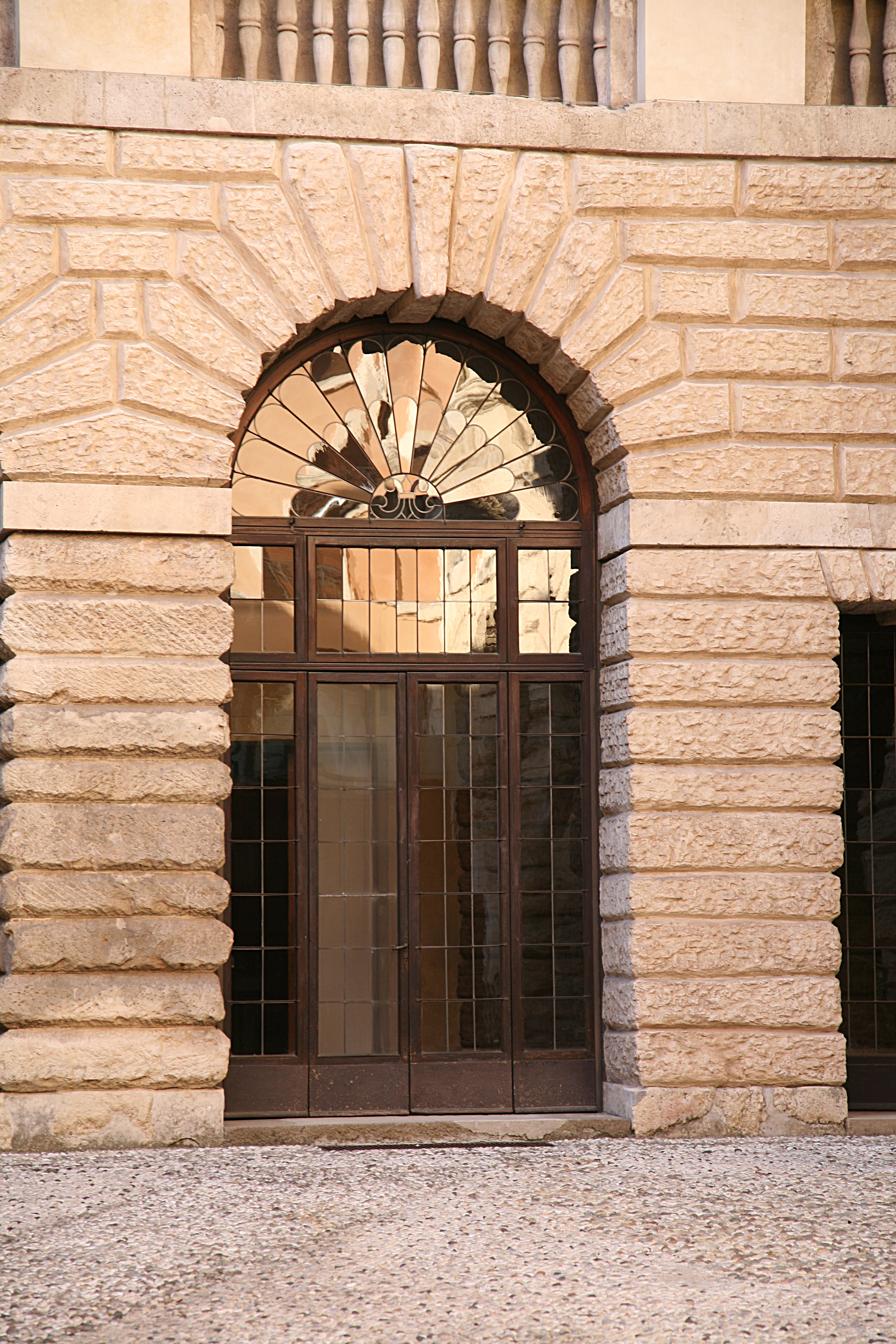
Dettaglio dell'ingresso dal prospetto cinquecentesco
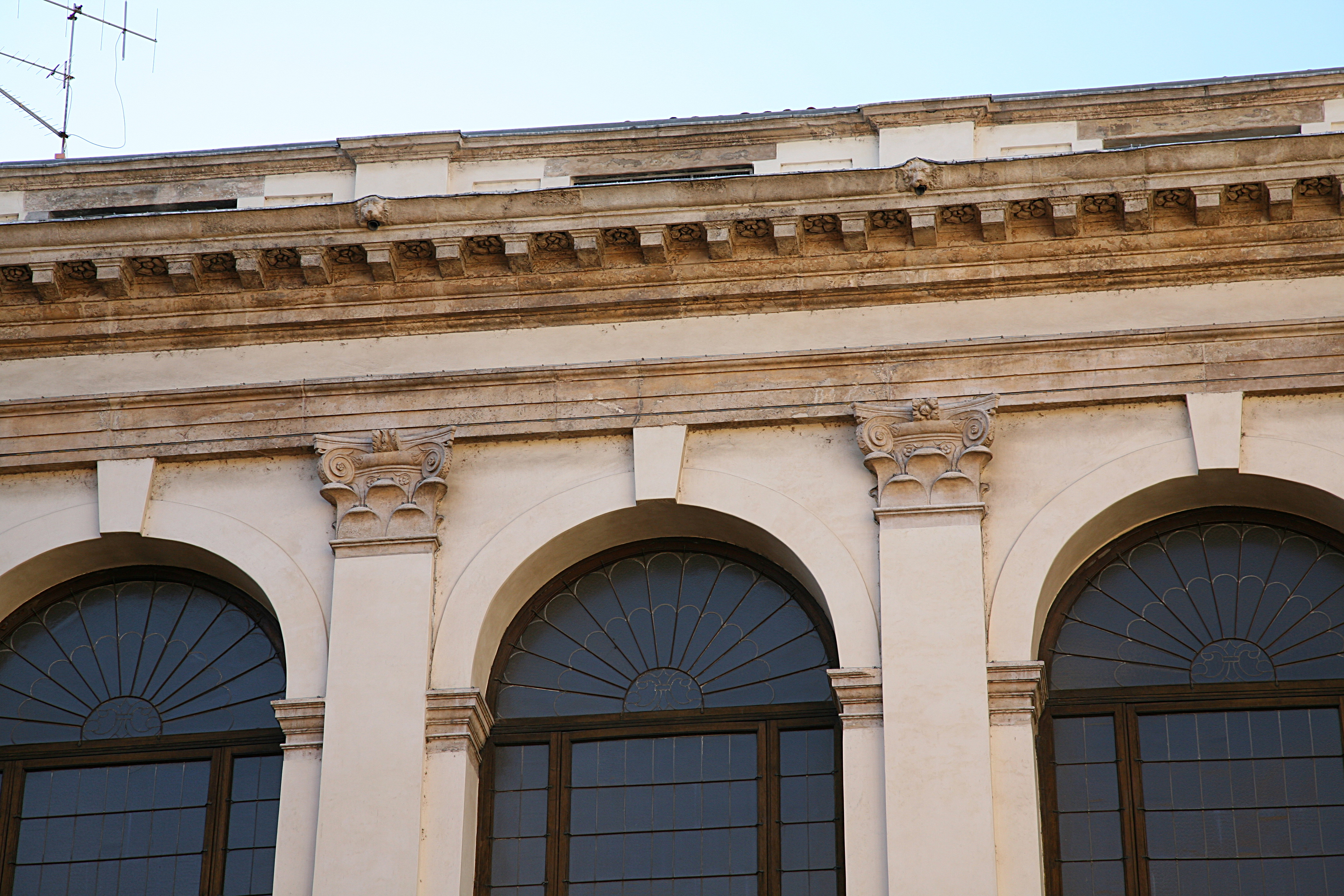
Trabeazioni e capitelli del piano nobile, probabile opera di Palladio